# 茨城県道・千葉県道107号江戸崎神崎線

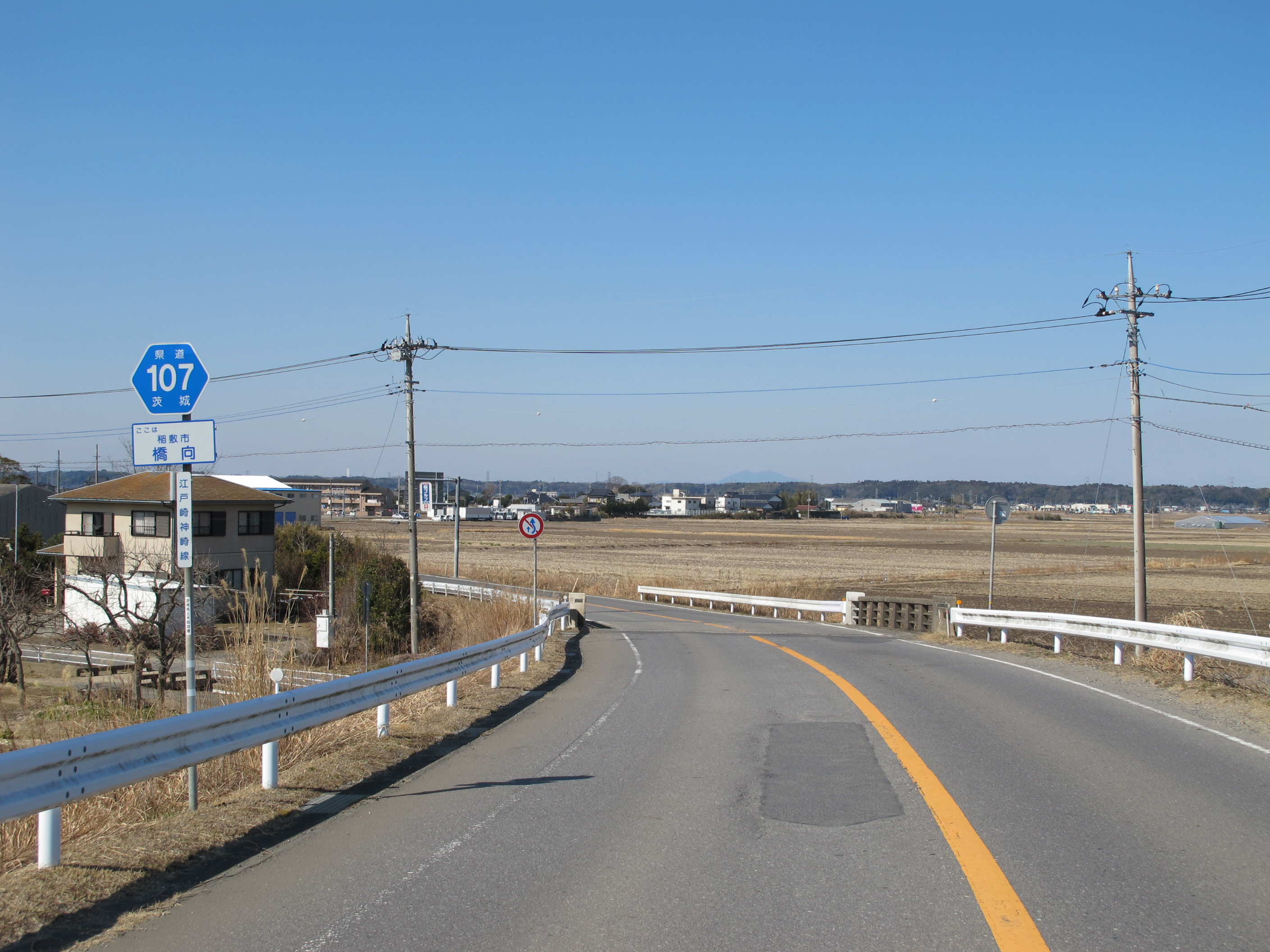
茨城県道107号江戸崎神崎線
稲敷市橋向（2014年2月）

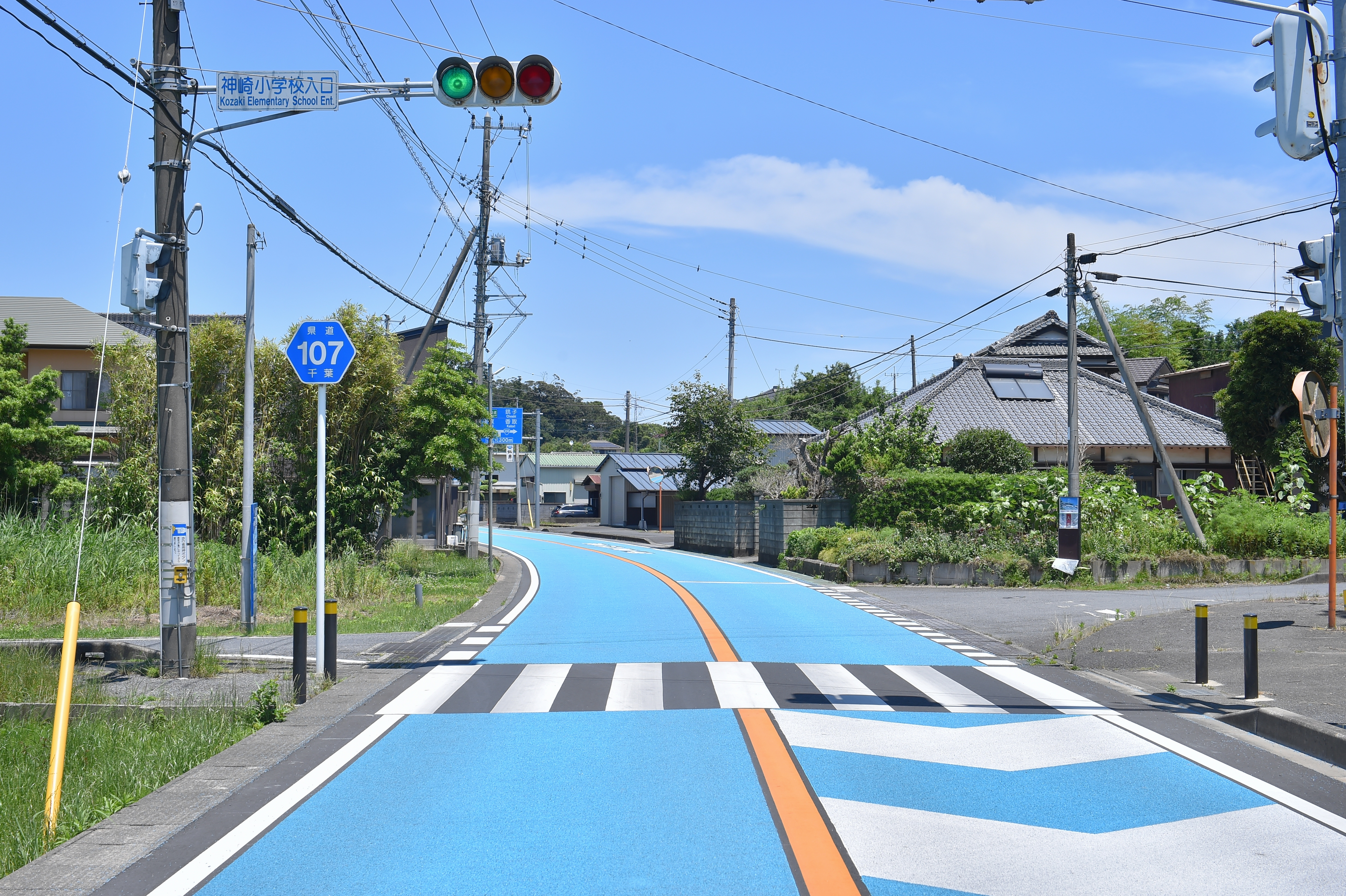
千葉県道107号江戸崎神崎線
香取郡神崎町神崎神宿の神崎小学校入口交差点付近（2023年6月）

茨城県道・千葉県道107号江戸崎神崎線 （いばらきけんどう・ちばけんどう107ごう えどさきこうざきせん）は、茨城県稲敷市から千葉県香取郡神崎町に至る一般県道である。

## 概要
茨城県稲敷市高田の県道江戸崎下総線から分岐して東方向へ向かい神向寺交差点から国道125号と重複して南下し、同市幸田から再び単独区間となって神崎大橋で利根川を渡り、千葉県香取郡神崎町「小松」交差点で県道成田下総線と接続する経路とする延長約13kmの一般県道である。

### 路線データ
- 起点：茨城県稲敷市高田（茨城県道103号江戸崎下総線交点）[1]
- 終点：千葉県香取郡神崎町小松（千葉県道63号成田下総線交点）
- 総延長：13.103 km（茨城県区間：9.679 km[2]、千葉県区間：3.424 km[3]）
- 重用延長：3.279 km（茨城県区間：2.906 km[2]、千葉県区間：0.373 km）
- 未供用延長：なし（茨城県区間：0.0 km[2]、千葉県区間：*.* km）
- 実延長：9.824 km（茨城県区間：6.773 km[2]、千葉県区間：3.051 km[3]）
- 自動車交通不能区間延長[注釈 1]：なし（茨城県区間：0.0 km[2]、千葉県区間：*.* km）

## 歴史
1959年（昭和34年）10月14日、新たな県道として茨城県稲敷郡江戸崎町（現、稲敷市）を起点とし、千葉県香取郡神崎町を終点とする区間を本路線とする県道江戸崎神崎線として茨城県が県道路線認定した。
1995年（平成7年）に整理番号107となり現在に至る。

### 年表
- 1959年（昭和34年）10月14日
  - 現在の路線が県道江戸崎神崎線（図面対照番号216）として茨城県が路線認定[4]。
  - 茨城県区間の道路の区域は、稲敷郡江戸崎町大字高田の県道江戸崎下総線分岐から県界稲敷郡東村大字橋向までと決定された[1]。
- 1967年（昭和42年）5月12日：利根川に架かる神崎大橋を架設供用開始[5]。
- 1970年（昭和45年）4月27日：稲敷郡江戸崎町大字高田地内の狭隘道路（最少幅員4.0 m）を改築供用開始[6]。
- 1995年（平成7年）3月30日：茨城県区間における整理番号を、整理番号272から現在の番号（整理番号107）に変更[7]。
- 2000年（平成12年）4月1日：稲敷郡江戸崎町大字高田 - 稲敷郡桜川村大字神宮寺の区間が、通行する車両の最大重量限度25トンの道路に指定される[8]。
- 2001年（平成13年）3月1日：茨城県稲敷郡東町大字幸田 - 同郡同町(県境)の区間が、通行する車両の最大重量限度25トンの道路に指定される[9]。

## 路線状況
道路法の規定に基づき、茨城県内の稲敷市幸田（国道125号交差） - 稲敷市橋向（千葉県界）間は、緊急輸送道路として機能を維持するため、災害発生時の被害拡大防止を目的に道路用地内に電柱を建てることが制限されている。

### 別名
- 利根水郷ライン
千葉県香取郡神崎町神崎神宿の国道356号（旧道）交点分岐 - 成田市小松の千葉県道63号成田下総線交点までの約2.5 km区間が利根水郷ラインの一部を構成する。かつての国道356号の旧道が降格して県道となった区間でもある。

### 重複区間
- 国道125号（茨城県稲敷市神宮寺 - 同市幸田：2.883 km）
- 国道356号（千葉県香取郡神崎町神崎本宿 - 同町神崎神宿：約0.3 km）

### 道路施設
- 大須賀橋（稲敷市幸田）
- 幸田橋（新利根川・昭和49年3月竣工、稲敷市）
- 神崎大橋（利根川・昭和42年3月竣功、茨城県稲敷市 - 千葉県神崎町県境）：維持管理協定により、管理者は千葉県、維持管理費は茨城・千葉県双方で折半としている[11]。
- 神崎大橋側道橋（利根川・平成13年3月竣工、茨城県稲敷市 - 千葉県神崎町県境）

## 地理

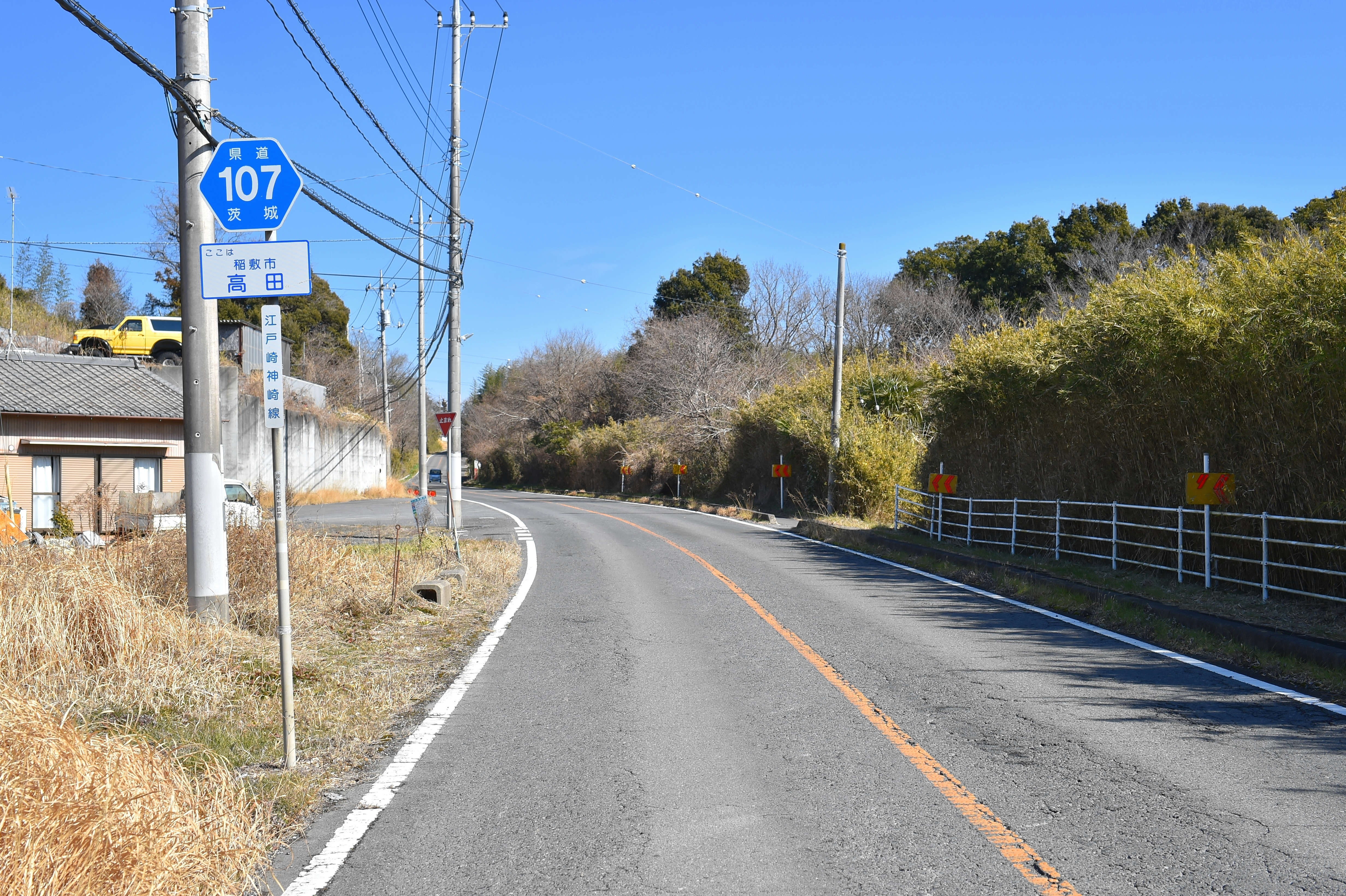
稲敷市高田（2024年2月）

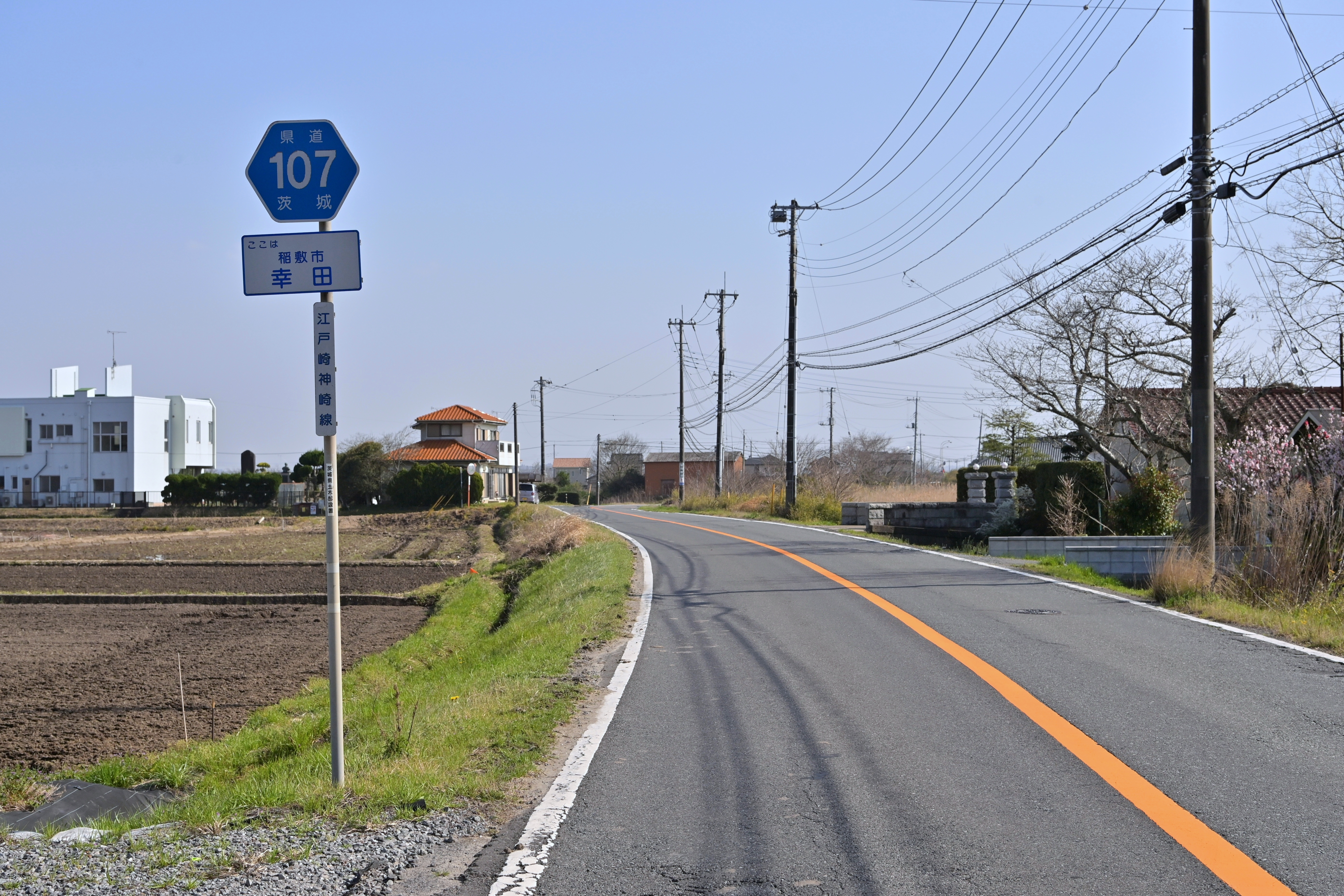
稲敷市幸田（2024年3月）

沿線は田畑が広がる農耕地帯で、茨城県と千葉県との県境は利根川が流る。
稲敷市幸田の幸田橋のたもと付近に、茨城百景「新利根川」の石碑が建てられている。

### 通過する自治体
- 茨城県
  - 稲敷市
- 千葉県
  - 香取郡神崎町

### 交差する主な道路
- 国道125号（重複）
- 茨城県道5号竜ヶ崎潮来線
- 茨城県道・千葉県道11号取手東線
- 国道356号

### 沿線
- 土浦カントリー倶楽部（稲敷市神宮寺）
- 大杉神社（稲敷市阿波）
- 神崎神社（香取郡神崎町神崎本宿）